# 長宗我部元門
長宗我部 元門（ちょうそかべ もとかど、生年未詳 - 1471年）は、室町時代の武将。土佐国の国人・長宗我部氏の第17代当主。長宗我部文兼の子。弟に雄親がいる。名は元勝（もとかつ）とも伝わり、｢元｣の字は、家の慣例により同国守護を兼ねる細川京兆家当主（元服当時は細川勝元か）より偏諱を受けたものである。
父・文兼より家督を継ぐが次第に父と対立。父に追放される。

## 関連
- 長宗我部氏

| スタブアイコン | サブスタブ | この項目は、まだ閲覧者の調べものの参照としては役立たない、人物に関連した書きかけの項目です。この項目を加筆・訂正などしてくださる協力者を求めています（P:人物伝/PJ:人物伝）。 |